# Bertrana arena
Bertrana arena är en spindelart som beskrevs av Levi 1989. Bertrana arena ingår i släktet Bertrana och familjen hjulspindlar.
Artens utbredningsområde är Costa Rica. Inga underarter finns listade.